# Thomas Dörflein
Thomas Dörflein, né le 13 octobre 1963 dans le quartier de Wedding à Berlin et mort le 22 septembre 2008 dans le quartier de Wilmersdorf à Berlin, est un gardien de zoo allemand au zoo de Berlin.

## Biographie
Thomas Dörflein est principalement connu comme le soigneur qui a élevé l'ours polaire Knut du zoo de Berlin.

### Décès

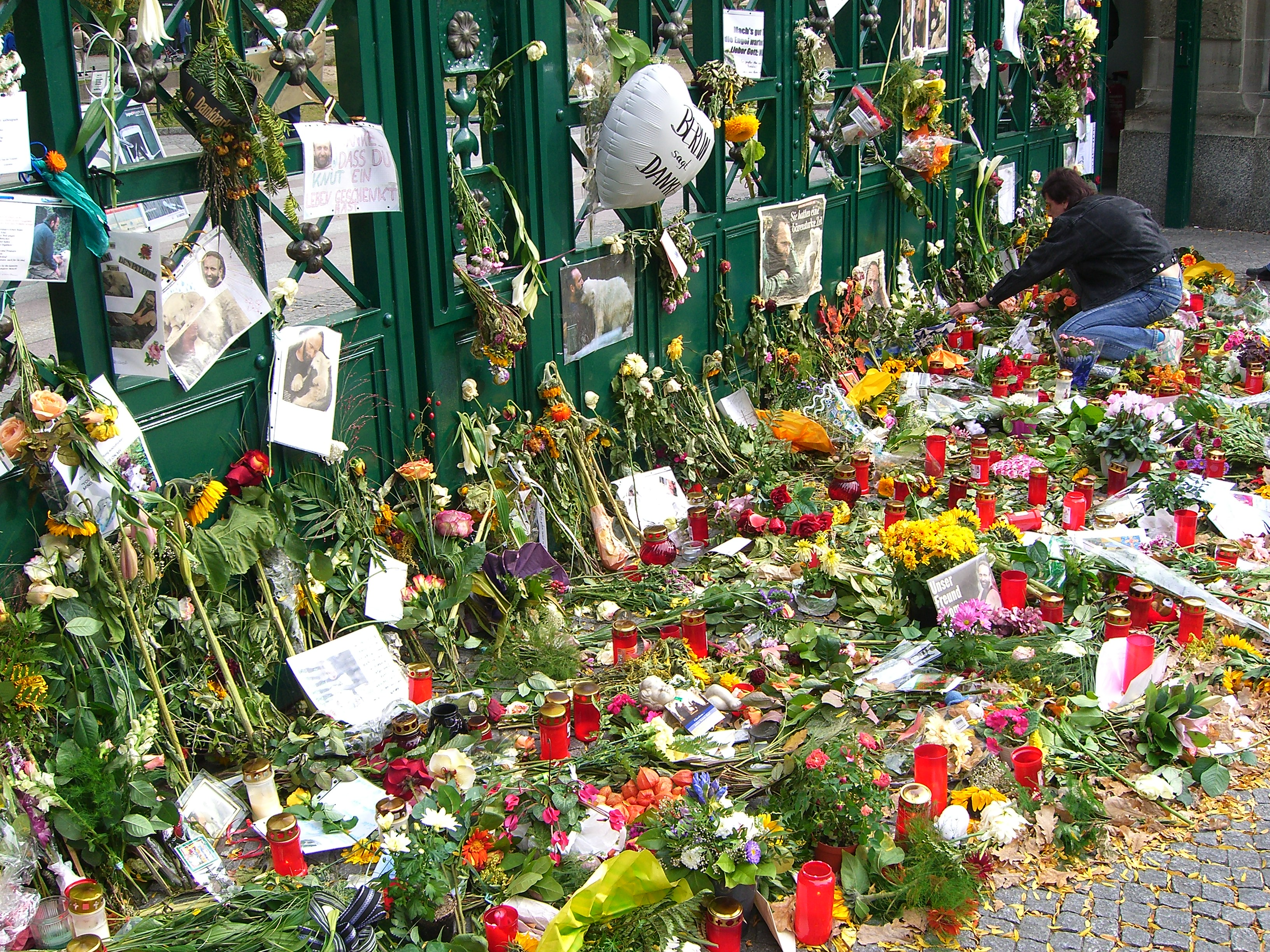
Fleurs laissées à l’entrée du zoo de Berlin après la mort de Dörflein

Dörflein est retrouvé mort chez lui à 44 ans d’une crise cardiaque le 22 septembre 2008.

## Filmographie
- 1994 : Berliner Zoogeschichten
- 2006 : Berliner Schnauzen
- 2007 : Knut! – Aus der Kinderstube eines Eisbären
- 2007 : Hallo Knut!
- 2007 : Frohe Pfingsten, Knut!
- 2007 : Knut, das Eisbärbaby
- 2007 : Knut, der Eisbärjunge
- 2007 : Panda, Gorilla & Co.
- 2007 : Happy Birthday, Knut!
- 2007 : Verrückt nach Knut – Ein Eisbär erobert die Welt
- 2008 : Roter Teppich für Knut
- 2008 : Knut und seine Freunde
- 2010 : Knut - Ein Eisbär wird halbstark